# Pseudoregma dendrocalami
Pseudoregma dendrocalami är en insektsart. Pseudoregma dendrocalami ingår i släktet Pseudoregma och familjen långrörsbladlöss. Inga underarter finns listade i Catalogue of Life.